# Bracon daphnephilae
Bracon daphnephilae är en stekelart som beskrevs av Szepligeti 1905. Bracon daphnephilae ingår i släktet Bracon och familjen bracksteklar. Inga underarter finns listade.